# Península de Jafanapatão

Localização da península no norte do Seri Lanca

A península de Jafanapatão (Jaffna) é uma área no norte do Seri Lanca. A sua água subterrânea é usada para beber e para a agricultura e indústria. É onde fica a capital da província, Jafanapatão, e compreende grande parte dos territórios dos antigos reinos tâmeis de Naga e o reino de Jafanapatão. A península está ligada ao resto da ilha por uma pequena faixa de terra. A sua forma assemelha-se a uma cabeça de cobra.